# پاستوریزاسیون شیر خام
پاستوریزاسیون شیر خام (به فرانسوی: Pasteurisation) فرایندی است که در طی آن رشد میکروب‌ها در شیر خام بسیار کند می شود. در روش حرارتی برای پاستوریزاسیون، شیر خام دریافتی پس از گذراندن مراحل کنترل اولیه، عبور از دستگاه صافی، استاندارد کردن چربی و هموژنیزه کردن آن، تحت تاثیر دمای ۷۲ تا ۷۸ درجه سانتی گراد به مدت ۱۵ الی ۲۰ ثانیه قرار میگیرد.

## انواع روش های پاستوریزاسیون شیر
شیر خام به کمک روش های متعددی پاستوریزه می شود که این روش ها به طور کلی به دو دسته روش های حرارتی و روش های غیر حرارتی تقسیم بندی مس شوند.
در روش های حرارتی با کمک گرم کردن شیر تا دمای مشخص به مدت زمان مشخص، رشد میکروب ها کند شده و در نتیجه آن شیر پاستوریزه می شود، اما در روش های غیر حرارتی به کمک سایر پدیده های فیزیکی با از بین بردن غشاء میکروارگانیسم از تکثیر و رشد میکروب ها در شیر جلوگیری می شود.